# Защита прав человека (трактат)

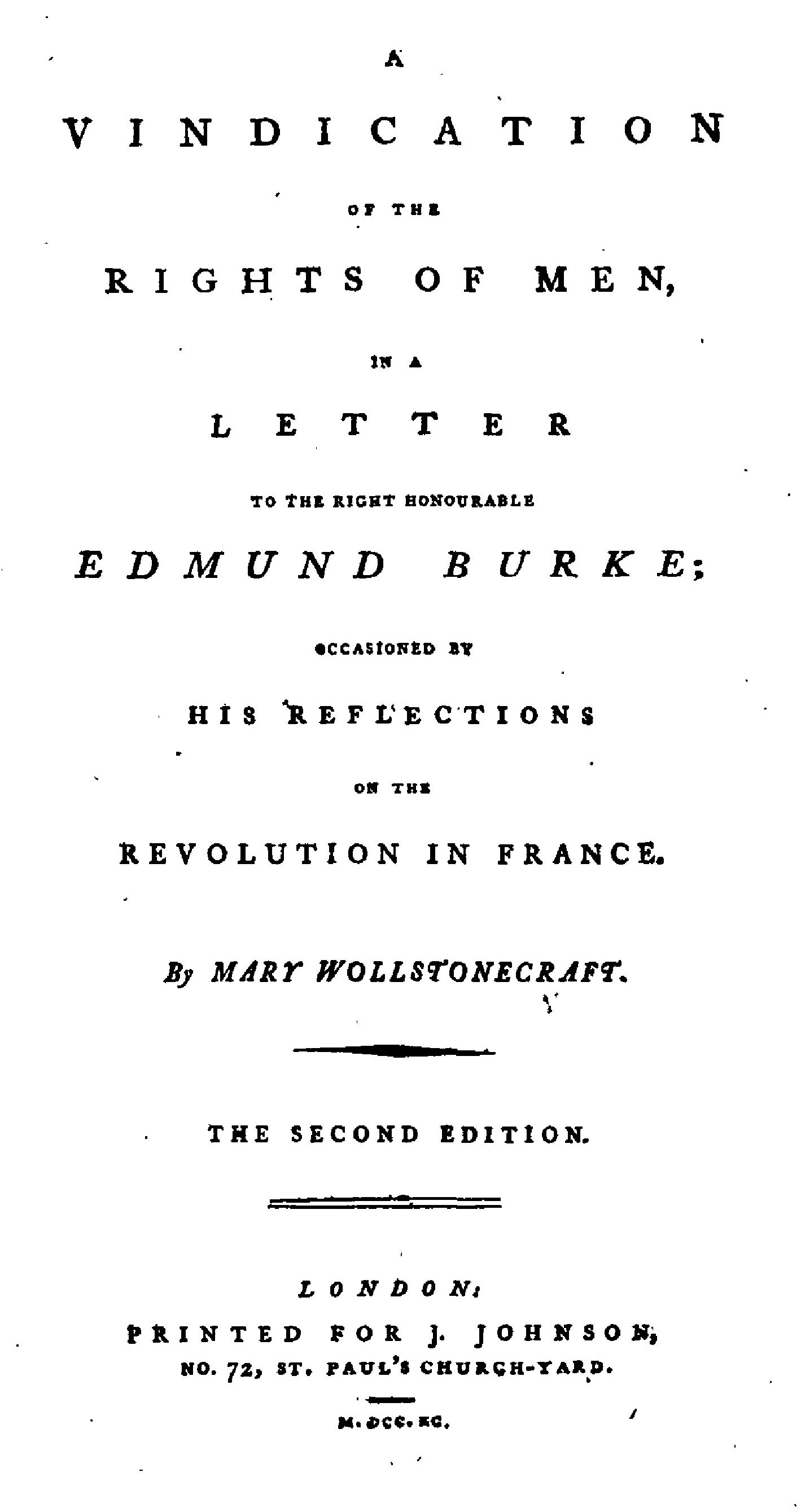
Титульный лист второго издания.

Защита прав человека в письме достопочтенному Эдмунду Берку; в ответ на его размышления о революции во Франции (англ. A Vindication of the Rights of Men) — политический памфлет, написанный в 1790 году британской либеральной феминисткой Мэри Уолстонкрафт. 
Трактат содержит критику аристократии и защиту республиканских идей. Ответ Уолстонкрафт стал первым в ходе дискуссии, вызванной публикацией Эдмундом Берком трактата «Размышления о Французской революции» («Reflections on the Revolution in France») написанном в 1790 году, в котором представлена защита конституционной монархии, аристократии и Церкви Англии. Мэри также высказывает опередившие своё время мысли о роли женщин в обществе.